# Frank Caprio
Francesco (Frank) Caprio (Providence, Rhode Island, 24 november 1936 – 20 augustus 2025) was een Amerikaanse jurist en politicus van Italiaanse afkomst.
Caprio werd geboren in Federal Hill, een wijk in Providence in de Amerikaanse staat Rhode Island, die bekendstaat om zijn grote Italiaanse gemeenschap. Hij was de tweede van drie zonen van Antonio Caprio, een immigrant uit Teano (Italië), en Filomena Caprio, een Italiaans-Amerikaanse wier familie uit Napels was geëmigreerd. Zijn vader werkte als fruitventer en melkboer.
Caprio werkte in zijn kinderjaren als vaatwasser en schoenpoetser, terwijl hij ook naar school ging. Caprio werd in 1962 verkozen tot lid van de gemeenteraad van Providence en was tot 1968 in dienst. Hij werd in 1975 verkozen als afgevaardigde voor de Constitutionele Conventie van Rhode Island en is verkozen als afgevaardigde voor vijf Democratische Nationale Conventies. Sinds 1985 was hij gemeentejurist van de stad Providence. Caprio had ook een eigen televisieprogramma, dat op zaterdagavonden werd uitgezonden. In januari 2023 ging Caprio met pensioen.
in december 2023 maakte Caprio bekend dat hij de diagnose alvleesklierkanker had gekregen. In mei 2024 was hij klaar met zijn behandeling.
Caprio overleed op 88-jarige leeftijd op 20 augustus 2025.